# Kreis Groß Wartenberg

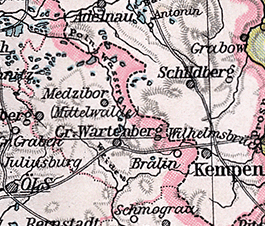
Der Kreis Groß Wartenberg in den Grenzen von 1818 bis 1920

Der preußische Kreis Groß Wartenberg (bis 1888 Kreis Wartenberg) in Schlesien bestand in der Zeit von 1742 bis 1945. Seine Kreisstadt war die Stadt Groß Wartenberg, die bis 1888 Polnisch Wartenberg hieß. Das frühere Kreisgebiet liegt seit 1945  in der Woiwodschaft Niederschlesien in Polen.

## Verwaltungsgeschichte
Nach der Eroberung des größten Teils von Schlesien führte König Friedrich II. durch Kabinettsorder am 25. November 1741 in Niederschlesien preußische Verwaltungsstrukturen ein. Dazu gehörte die Einrichtung zweier Kriegs- und Domänenkammern in Breslau und Glogau sowie deren Gliederung in Kreise und die Einsetzung von Landräten zum 1. Januar 1742. Aus den beiden Standesherrschaften Wartenberg und Goschütz sowie der Herrschaft Festenberg wurde der Kreis Wartenberg gebildet. Als erster Landrat des Kreises wurde Leonhard Moritz von Prittwitz-Gaffron eingesetzt.
Der Kreis Wartenberg unterstand zunächst der Kriegs- und Domänenkammer Breslau und wurde im Zuge der Stein-Hardenbergischen Reformen 1815 dem Regierungsbezirk Breslau der Provinz Schlesien zugeordnet. Bei der Kreisreform vom 1. Januar 1818 im Regierungsbezirk Breslau wurden die Stadt Medzibor sowie die Dörfer Benjaminsthal, Charlottenfeld, Conradau, Erdmannsberg, Friedrikenau, Glashütte, Glashütte bei Tscheschen, Hammer, Honig, Johannisdörfel, Joschune, Kalkowsky, Kenschen, Kenschenhammer, Klenowe, Kottowsky, Kotzine, Mariendorf, Neurode, Ossen, Pawlau, Riefken, Silonke, Suschen, Tscheschen und Wielky aus dem Kreis Oels in den Kreis Wartenberg umgegliedert.
Die Stadt Medzibor wurde 1886 in Neumittelwalde umbenannt. Seit der Umbenennung der Kreisstadt von Polnisch Wartenberg in Groß Wartenberg im Jahre 1888 lautete die amtliche Bezeichnung für den Kreis Groß Wartenberg. Nach den Ergebnissen der Volkszählung von 1905 gaben im Kreisgebiet zwischen 50 und 75 Prozent der ortsanwesenden Bevölkerung „deutsch“ als Muttersprache an.

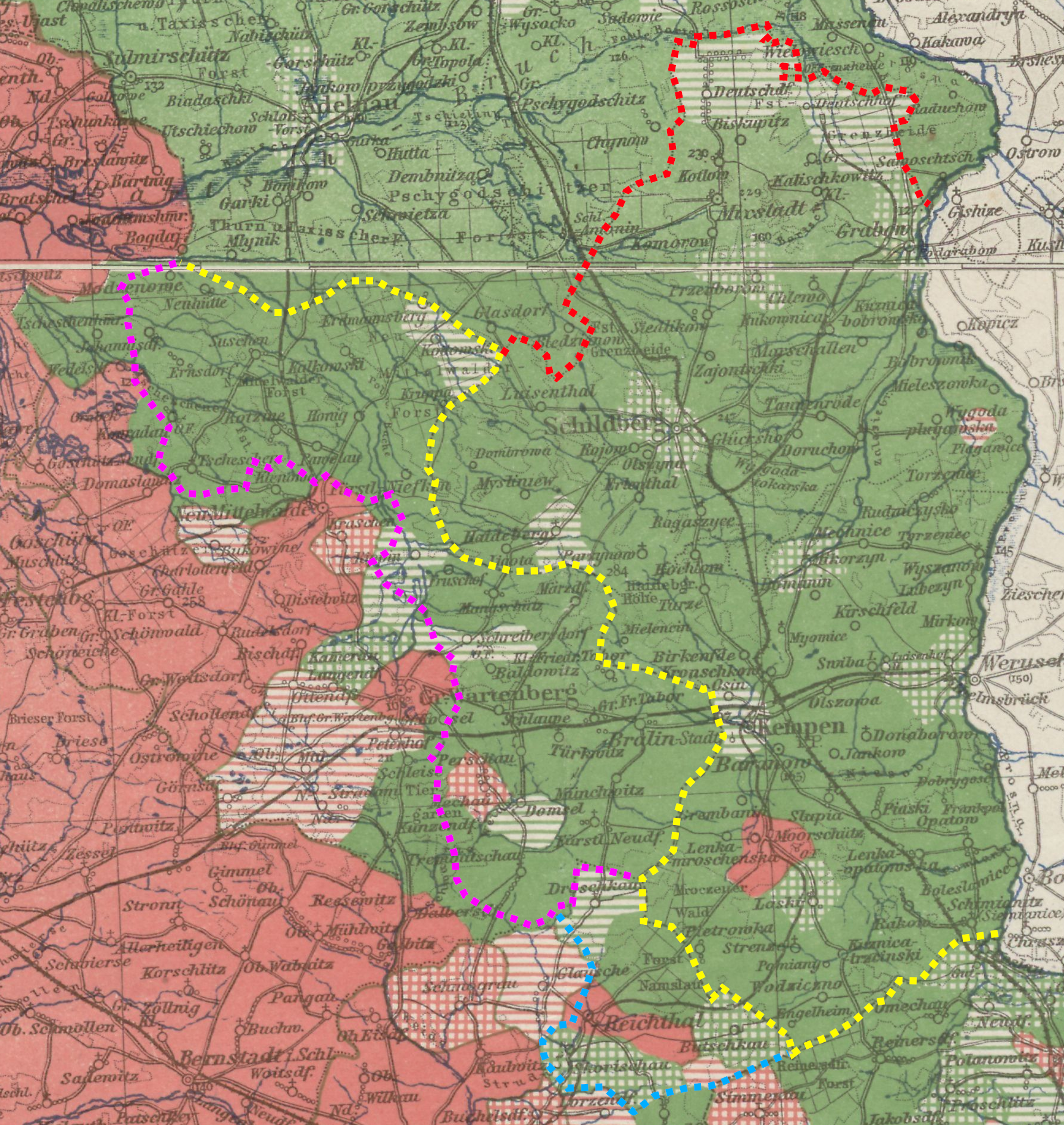
Sprachkarte aus dem Jahr 1910: Gelbe gestrichelte Linie: schlesisch-großpolnische Grenzes, rosarote gestrichelte Linie: neue Grenze aus dem Jahr 1920

Zum 8. November 1919 bildete der Freistaat Preußen aus den Regierungsbezirken Breslau und Liegnitz der Provinz Schlesien die Provinz Niederschlesien sowie aus dem Regierungsbezirk Oppeln die Provinz Oberschlesien. Mit Inkrafttreten des Versailler Vertrages fiel am 10. Januar 1920 der östliche, überwiegend polnischsprachige Gebietsteil des Kreises Groß Wartenberg mit über 20.000 Einwohnern (ungefähr halb-halb evangelisch und römisch-katholisch) an Polen. Im Wege einer endgültigen Grenzbegradigung kehrten am 17. Juli 1920 die Landgemeinden Kunzendorf und Schleise aus Polen wieder zurück in den Kreis Groß Wartenberg.
Zum 30. September 1928 fand im Kreis Groß Wartenberg wie im übrigen Preußen eine Gebietsreform statt, bei der alle Gutsbezirke aufgelöst und benachbarten Landgemeinden zugeteilt wurden. Am 1. April 1938 gingen die Provinzen Niederschlesien und Oberschlesien in der erneuerten Provinz Schlesien auf.
Nach dem Überfall auf Polen Anfang Oktober 1939 kamen die 1920 an Polen abgetretenen Gebiete der niederschlesischen Kreise Namslau, Groß Wartenberg und Guhrau nicht an Schlesien zurück, sondern wurden dem Reichsgau Wartheland einverleibt. Zum 18. Januar 1941 wurde aus den Regierungsbezirken Breslau und Liegnitz der Provinz Schlesien die neue Provinz Niederschlesien gebildet.
Im Frühjahr 1945 hatte die Rote Armee das Kreisgebiet besetzt und es im Sommer 1945 gemäß dem Potsdamer Abkommen unter die Verwaltung der Volksrepublik Polen gestellt. Diese vertrieb in der Folgezeit die deutsche Bevölkerung aus dem Kreisgebiet und ersetzte sie durch Polen. Das Territorium des ehemaligen Kreises Groß Wartenberg bildet heute zusammen mit dem des ehemaligen Kreises Oels den Powiat Oleśnicki.

## Einwohnerentwicklung
| Jahr | Einwohner | Quelle |
| ---- | --------- | ------ |
| 1795 | 24.159    | [ 10 ] |
| 1819 | 31.486    | [ 11 ] |
| 1846 | 49.254    | [ 12 ] |
| 1871 | 52.195    | [ 13 ] |
| 1885 | 51.197    | [ 14 ] |
| 1900 | 48.014    | [ 15 ] |
| 1905 | 46.964    | [ 16 ] |
| 1910 | 48.414    | [ 15 ] |
| 1925 | 27.609    | [ 17 ] |
| 1939 | 26.574    | [ 17 ] |

## Landräte
- 17420000000Leonhard Moritz von Prittwitz und Gaffron (1686–1758)[5]
- 1742–176100Justus Siegmund von Dyhrn und Schönau (1689–1761)[5]
- 1762–178400Gottlieb von Poser und Groß-Naedlitz (1713–1784)[5]
- 1784–178500Joachim Sigmund Sylvius von Frankenberg (1727–1785)[5]
- 1785–180600Christian Wilhelm von Teichmann[5]
- 1807–182200Georg von Bosse (1767–1822)
- 1822–182400Heinrich von Prittwitz-Gaffron (1787–1857)
- 18240000000Heinrich von Reichenbach-Goschütz (kommissarisch)
- 1824–183400Wilhelm von Sellin († 1834)
- 1834–186700Otto von Zedlitz-Leipe (1800–1868)
- 1867–186900Hugo von Reichenbach-Goschütz (kommissarisch)
- 1869–188800Richard von Buddenbrock-Hettersdorff (1831–1891)
- 1888–189400Richard von Busse (1847–1894) [18]
- 18940000000Georg von Reinersdorf-Stradam (kommissarisch)
- 1894–189700Heinrich Yorck von Wartenburg (1861–1923)
- 1897–190800Stanislaus von Dönhoff (1862–1929)
- 1908–191600Leo von Busse (1876–1916)
- 1916–1918     -
- 1918–194400Detlev von Reinersdorff-Paczensky und Tenczin (1879–1973)
- 1944–194500Friedrich Wäscher (1893–1968) (kommissarisch)

## Kommunalverfassung
Der Kreis Groß Wartenberg gliederte sich seit dem 19. Jahrhundert in die Städte Festenberg, Neumittelwalde und (Polnisch/Groß) Wartenberg, in Landgemeinden und in Gutsbezirke. Mit Einführung des preußischen Gemeindeverfassungsgesetzes vom 15. Dezember 1933 sowie der Deutschen Gemeindeordnung vom 30. Januar 1935 wurde zum 1. April 1935 das Führerprinzip auf Gemeindeebene durchgesetzt. Eine neue Kreisverfassung wurde nicht mehr geschaffen; es galt weiterhin die Kreisordnung für die Provinzen Ost- und Westpreußen, Brandenburg, Pommern, Schlesien und Sachsen vom 19. März 1881.

## Gemeinden
Dem 1920 an Polen gefallenen Teil des Kreises gehörten die folgenden Gemeinden an:
| - Baldowitz - Bralin - Dobrzetz - Domsel - Erdmannsberg - Friedrickenau - Fruschof - Fürstlich Neudorf - Fürstlich Niefken - Gohle - Groß Friedrichs-Tabor - Groß Kosel - Honig - Jeschune | - Johannisdorf - Kalkowski - Kenchen - Kenchenhammer - Klein Friedrichs-Tabor - Kojentschin - Konradau - Kottowski - Kotzine - Mangschütz - Mariendorf - Märzdorf - Mechau - Münchwitz | - Nassadel - Neuhütte - Pawelau - Perschau - Rippin - Sbitschin - Schlaupe - Schreibersdorf - Sielonke - Suschen - Trembatschau - Tschermin - Tscheschen - Türkwitz |

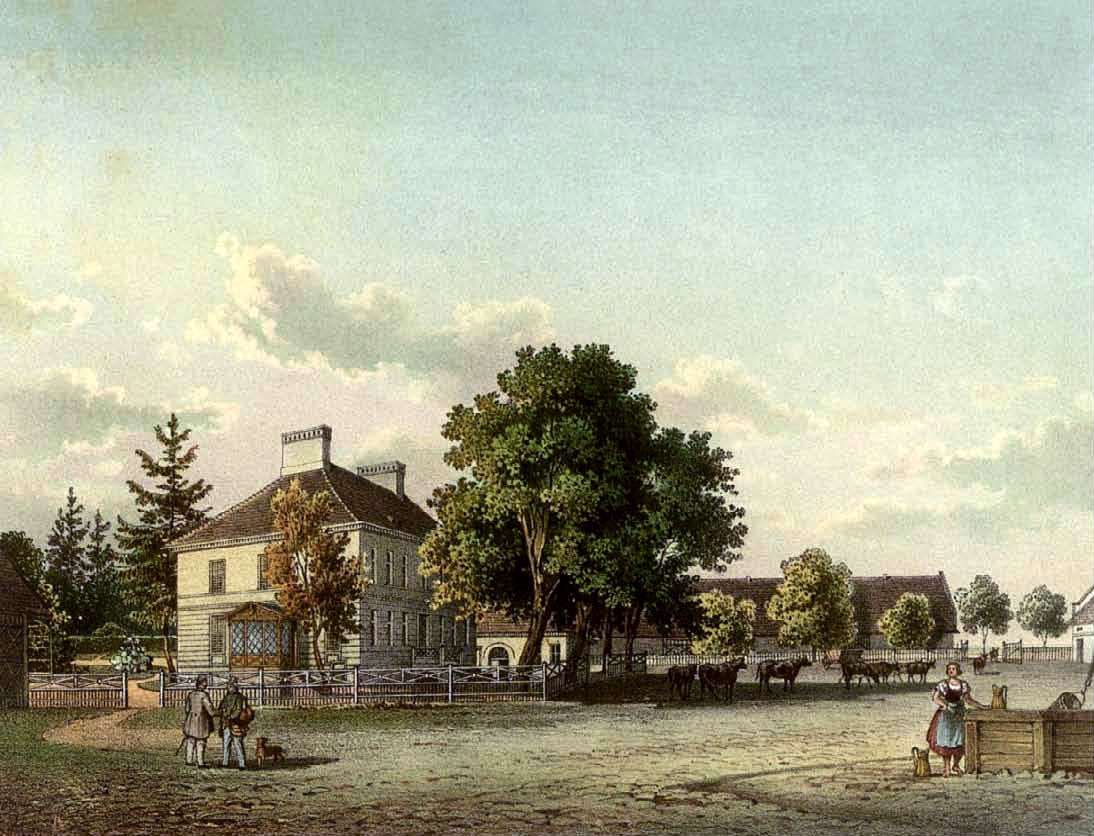
Rittergut Rudelsdorf, Sammlung Alexander Duncker

Dem 1920 im Deutschen Reich verbliebenen Kreis Groß Wartenberg gehörten 1939 drei Städte und 51 Landgemeinden an:
| - Alt Glashütte - Amalienthal - Bischdorf - Buchenhain - Charlottenfeld - Charlottenthal - Dalbersdorf - Distelwitz - Dyhrnfeld - Eichenhain - Erlengrund - Festenberg, Stadt - Görnsdorf - Goschütz - Goschützhammer - Goschütz-Neudorf - Grenzhammer - Groß Gahle | - Groß Schönwald - Groß Wartenberg, Stadt - Groß Woitsdorf - Grünbach - Grunwitz - Hirschrode - Kammerau - Klein Kosel - Klein Schönwald - Klein Ulbersdorf - Kraschen - Kunzendorf - Landeshalt - Langendorf - Lichtenhain - Lindenhorst - Mühlenort - Muschlitz | - Neu Stradam - Neuhof - Neumittelwalde, Stadt - Neurode - Nieder Stradam - Ober Stradam - Ossen - Ostfelde - Ottendorf - Rudelsdorf - Sandraschütz - Schleise - Schollendorf - Schön Steine - Schöneiche - Wedelsdorf - Weidendorf - Wildheide |

Eingemeindungen bis 1929
- Annenthal, am 1. April 1929 zu Bukowine
- Königswille, am 1. April 1929 zu Bukowine
- Wegersdorf, am 1. April 1929 zu Bukowine
- Klein Woitsdorf, am 1. April 1929 zu Groß Wartenberg
- Paulschütz, am 1. Dezember 1928 zu Klein Kosel
- Sakrau, am 17. Oktober 1928 zu Drungawe
- Alt Festenberg, am 22. Mai 1910 zu Festenberg
- Boguslawitz, am 30. September 1928 zu Dalbersdorf
- Ellguth-Distelwitz, am 30. September 1928 zu Distelwitz
- Gaffron, am 30. September 1928 zu Kraschen
- Klein Gahle, am 30. September 1928 zu Olschofke
- Otto-Langendorf, am 30. September 1928 zu Ottendorf
- Radine, am 30. September 1928 zu Rudelsdorf
- Peterhof, am 30. September 1928 zu Schleise

## Ortsnamen
Die Gemeinde Schön Steine hieß bis 1907 Polnisch Steine. 1936/37 wurden im Kreis Groß Wartenberg mehrere Gemeinden umbenannt:
- Bukowine → Buchenhain
- Bunkai → Grünbach (Niederschles.)
- Domaslawitz → Lindenhorst
- Dombrowe → Eichenhain
- Drungawe → Wildheide
- Ellguth-Rippin → Ostfelde
- Klenowe → Hirschrode
- Kraschen-Niefken → Landeshalt
- Lassisken → Lichtenhain (Niederschles.)
- Olschofke → Erlengrund (Kr. Groß Wartenberg)
- Tscheschen-Glashütte → Alt Glashütte
- Tscheschenhammer → Grenzhammer (Niederschles.)
- Wielgy → Weidendorf (Kr. Groß Wartenberg)
- Wioske → Mühlenort

## Persönlichkeiten
- Calixt Biron von Curland (1817–1882), preußischer Standesherr, Offizier und Politiker